# Alessia Orla

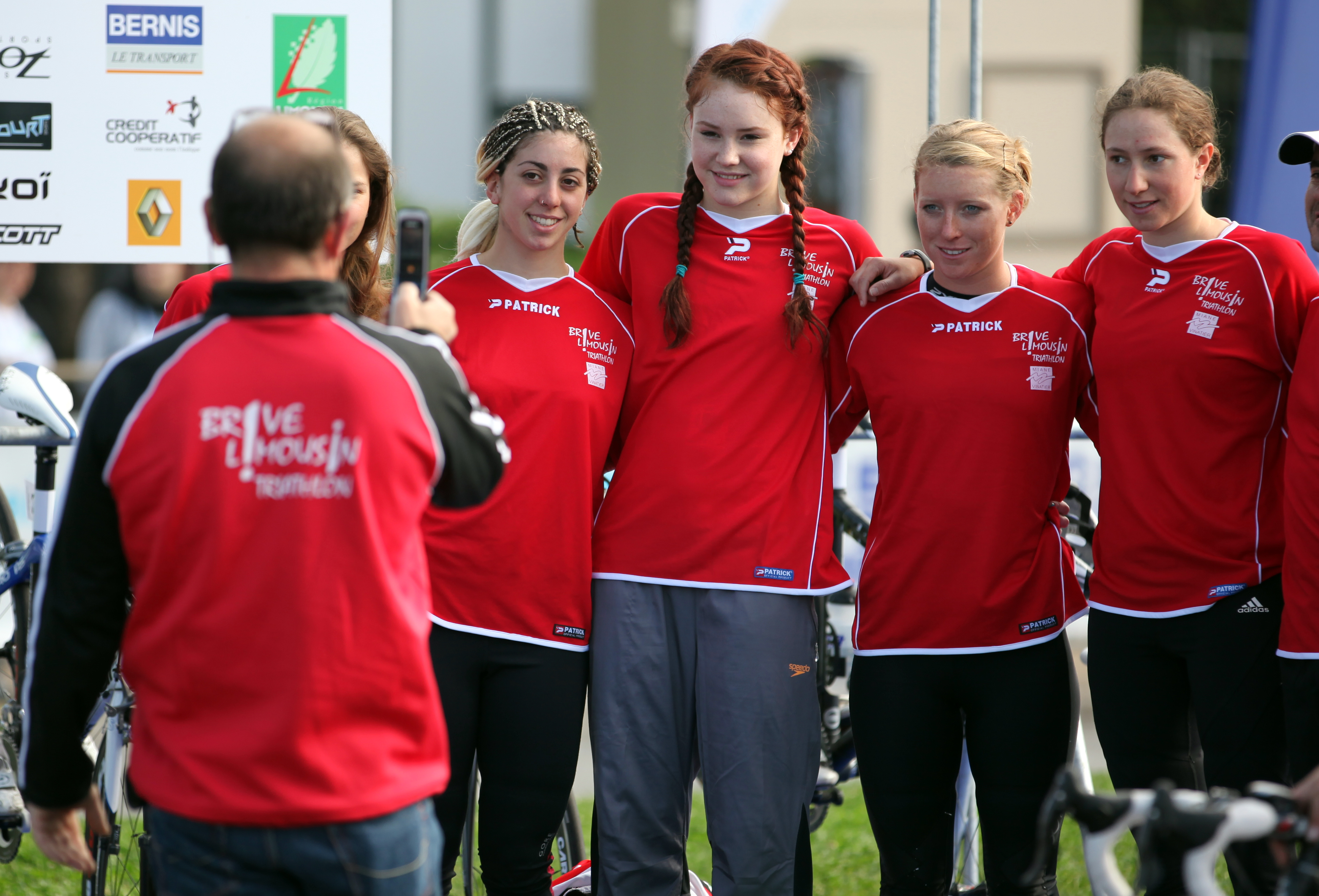
Alessia Orla (quarta da sinistra) al triathlon di Nizza, 2011.

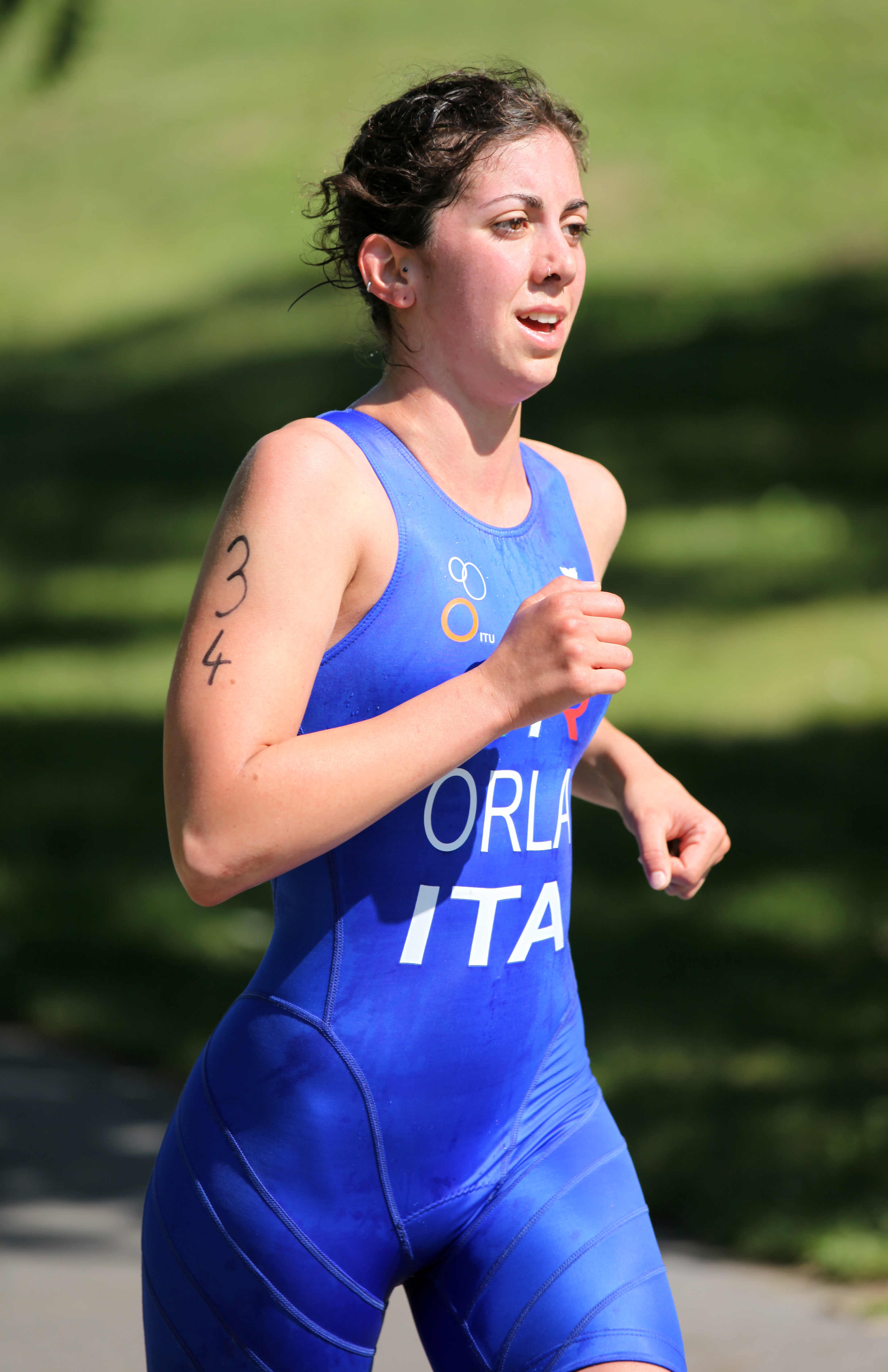
Vienna 2011, Coppa Europa, frazione di corsa

Alessia Orla (Venaria Reale, 5 aprile 1992) è una triatleta italiana, campionessa nazionale delle categorie youth (2006) e junior (2009). Rappresentante l'Italia ai primi Giochi Olimpici Giovanili (YOG) di Singapore 2010. Ha esordito in Coppa del Mondo ad Alicante nel luglio 2013 e attualmente si trova al 101º posto della classifica mondiale dell'ITU.

## Biografia
Alessia Orla rappresenta la DDS Triathlon (Dimensione Dello Sport) di Settimo Milanese, la società diretta da Luca Sacchi, con Simone Diamantini Direttore Tecnico. È tesserata per la Federazione Italiana Triathlon fin dal 2000 quando iniziò nella categoria Esordienti. È cresciuta nel vivaio del Torino Triathlon con il quale ha vinto due Campionati di categoria giovanile (Allieva nel 2006 e Junior 2009) oltre a numerosi titoli a squadre sia di triathlon che di duathlon. 
Nel 2010 fu la rappresentante italiana ai primi Giochi Olimpici Giovanili (YOG) di Singapore insieme con Livio Molinari, partente nella gara maschile. Purtroppo una caduta in bici quando era nel gruppo di testa ne pregiudicò il risultato finale.
Dal 2010 Alessia Orla partecipa anche al prestigioso campionato francese detto Grand Prix de Triathlon Lyonnaise des Eaux rappresentando prima il Triathlon Club Nantaise, poi il Brive Limousin (2011-2012), il Saint Avertin Sport (2013). Dopo che il Saint Avertin ha rinunciato al Grand Prix 2014, sarà il Noyon Puissance il team transalpino ad accogliere la torinese.

## Gare ITU
Nell'anno 2009, Alessia Orla ha ottenuto con la squadra italiana il secondo posto al campionato europeo a Tarzo Revine, nell'anno 2011 ha vinto la medaglia d'oro alla Coppa Europa a Zwevegem. Nell'anno 2011 Orla, per la prima volta, ha partecipato anche a una gara della categoria Elite, piazzandosi al 6º posto al triatlon invernale di Valsesia. Nel luglio 2013 ha esordito in Coppa del Mondo a Palamos (ESP) con un promettente 29º posto, eguagliando il risultato ad Alicante (ESP) e chiudendo la stagione con un 13° a Tongyeong (KOR).
L'elenco seguente è basato sulle graduatorie ufficiali ITU e soprattutto sulla Athletes's Profile Page..
| data       | gara                                   | luogo        | posto |
| ---------- | -------------------------------------- | ------------ | ----- |
| 2009-07-02 | European Championships (junior)        | Tarzo Revine | 33    |
| 2009-07-02 | European Championships (team/junior)   | Tarzo Revine | 2     |
| 2009-09-26 | European Youth Olympic Games Qualifier | Mar Menor    | 20    |
| 2010-07-03 | European Championships (junior)        | Athlone      | DNF   |
| 2010-08-14 | Youth Olympic Games                    | Singapore    | 19    |
| 2011-01-23 | Winter Triathlon European Cup (élite)  | Valsesia     | 6     |
| 2011-05-29 | Junior European Cup                    | Zwevegem     | 1     |
| 2011-06-11 | Junior European Cup                    | Vienna       | 12    |
| 2011-07-03 | Junior European Cup                    | Düsseldorf   | 12    |
| 2011-07-31 | Junior European Cup                    | Tabor        | 6     |
| 2012-03-10 | Oceania U23 Championship               | Devonport    | 8     |
| 2012-03-25 | Oceania Premium Cup                    | Mooloolaba   | 14    |
| 2012-06-10 | European Cup                           | Cremona      | 25    |
| 2012-09-29 | European Cup                           | Mondello     | 15    |
| 2012-05-05 | European Cup                           | Banyoles     | 24    |
| 2012-05-18 | African Cup                            | Larache      | 7     |
| 2013-06-08 | European Cup                           | Cremona      | 10    |
| 2013-07-14 | World Cup                              | Palamos      | 29    |
| 2013-07-21 | European Cup                           | Tartu        | 5     |
| 2013-08-25 | European Cup                           | Karlovy Vary | 6     |
| 2013-09-29 | World Cup                              | Alicante     | 29    |
| 2013-10-12 | World Cup                              | Tongyeong    | 13    |